# Abbaye de Cîteaux (kaas)
De Abbaye de Cîteaux is een Franse kaas van het type Reblochon. De kaas wordt uitsluitend gemaakt door de monniken van het cisterciënzer klooster Abbaye Notre-Dame de Cîteaux in Saint-Nicolas-lès-Cîteaux, in de Bourgogne.
Het is een rauwmelks kaasje, de rijping vindt traditioneel plaats in een kelder op 12°C, gedurende drie weken. De melk die voor de kaas gebruikt wordt, is uitsluitend afkomstig van de koeien van het ras Montbéliard, uit de kudde van het klooster.
Deze kleinschaligheid maakt dat per jaar slechts een totaal van 70 ton van deze kaas geproduceerd kan worden.